# Radošovce, Trnava
Radošovce este o comună slovacă, aflată în districtul Trnava din regiunea Trnava. Localitatea se află la altitudinea de 168 m deasupra n.m., se întinde pe o suprafață de 7,28 km2 și în 2017 număra 401 locuitori.

## Istoric
Localitatea Radošovce este atestată documentar din 1216.

## Demografie
| An:                | 1994 | 2004   | 2014   | 2024   |
| ------------------ | ---- | ------ | ------ | ------ |
| Număr de persoane: | 392  | 401    | 415    | 388    |
| Diferență:         |      | +2,29% | +3,49% | −6,50% |

| An:                | 2023 | 2024   |
| ------------------ | ---- | ------ |
| Număr de persoane: | 396  | 388    |
| Diferență:         |      | −2,02% |